# Сусана Феитор
Сусана Феитор (порт. Susana Paula de Jesus Feitor; Алкобартас 28. јануар 1975) је португалска атлетичарка спацијалиста за брзо ходање.
Највећи је успех остварила освајањем бронзане медаље на Светском првенству 2005. у Хелсинкију у дисциплини ходања на 20 километара. Један од успеха је и освојена бронзана медаља на Европском првенству 1988. у Будимпешти на дупло краћој дисциплини ходања на 10 километара.
Учествовала је 5 пута на Летњим олимпијским играма од 1992—2008, али без већег успеха.
Сусана је висока 1,60 м и тешка 51 кг.

## Значајнији резултати
| Год. | Такмичење                                | Место                   | Плас. | Рез.       | Дисциплина    |
| ---- | ---------------------------------------- | ----------------------- | ----- | ---------- | ------------- |
| 1990 | Светско јуниорско првенство              | Пловдив, Бугарска       |       | 21:44,30   | 5.000 м       |
| 1991 | Светско првенство на отвореном           | Токио, Јапан            | 17.   | 45:37      | 10 км         |
| 1992 | Олимпијске игре                          | Барселона, Шпанија      | ДИСК  | -          | 10 км         |
| 1992 | Светско јуниорско првенство              | Сеул, Јужна Кореја      | ДИСК  | -          | 5.000 м       |
| 1993 | Светски куп у брзом ходању               | Монтереј, Мексико       | 8.    | 46:28      | 10 км         |
| 1993 | Светско првенство                        | Штутгарт, Немачка       | 11.   | 46:05,1    | 10 км         |
| 1994 | Светско јуниорско првенство              | Лисабон, Португалија    |       | 21:12,87   | 5.000 м       |
| 1994 | Европско првенство                       | Хелсинки, Финска        | 8.    | 43:47      | 10 км         |
| 1995 | Светско првенство                        | Гетеборг, Шведска       | 17.   | 44:25      | 10 км         |
| 1995 | Светски куп у брзом ходању               | Пекинг, Кина            | 16.   | 44:25      | 10 км         |
| 1996 | Олимпијске игре                          | Атланта, САД            | 13    | 44:24      | 10 км         |
| 1996 | Европски куп у брзом ходању              | Ла Коруња, Шпанија      |       | 43:41      | 10 км         |
| 1997 | Светски куп у брзом ходању               | Подјебради, Чешка       | —     | НЗ         | 10 км         |
| 1997 | Европско првенство за млађе сениоре У-23 | Турку, Финска           |       | 44:26      | 10 км         |
| 1997 | Светско првенство                        | Атина, Грчка            | 22.   | 45:00,77   | 10,000 м      |
| 1998 | Европско првенство                       | Будимпешта, Мађарска    |       | 42:55      | 10 км         |
| 1999 | Светско првенство                        | Севиља, Шпанија         | 4     | 1:31:23    | 20 км         |
| 1999 | Светски куп у брзом ходању               | Мезидон-Кано, Француска | 9     | 1:30;13    | 20 км         |
| 2000 | Европско првенство                       | Ајзенхитенштат, Немачка | —     | НЗ         | 20 км         |
| 2000 | Олимпијске игре                          | Сиднеј, Аустралија      | 14    | 1:33:53 км | 20 км         |
| 2001 | Европски куп у брзом ходању              | Дудинце, Словачка       | —     | ДИСК       | 20 км         |
| 2001 | Светско првенство                        | Едмонтон, Канада        | —     | ДИСК.      | 20 км         |
| 2002 | Европско првенство                       | Минхен, Немачка         | —     | НЗ         | 20 км         |
| 2002 | Светски куп у брзом ходању               | Торино, Италија         | 14    | 1:32:57    | 20 км         |
| 2003 | Светско првенство                        | Париз, Француска        | 9     | 1:30:15    | 20 км         |
| 2004 | Олимпијске игре                          | Атина, Грчка            | 20    | 1:32:47    | 20 км         |
| 2005 | Европски куп у брзом ходању              | Мишколц, Мађарска       |       | 1:29:01    | 20 км         |
| 2005 | Европски куп у брзом ходању              | Мишколц, Мађарска       |       | 25. бодова | 20 км, екипно |
| 2005 | Светско првенство                        | Хелсинки, Финска        |       | 1:28:44    | 20 км         |
| 2006 | Светски куп у брзом ходању               | Ла Коруња, Шпанија      | —     | НЗ         | 20 км         |
| 2006 | Европско првенство                       | Гетеборг, Шведска       | 14    | 1:32:19    | 20 км         |
| 2007 | Светско првенство                        | Осака, Јапан            | 5     | 1:32:01    | 20 км         |
| 2008 | Светски куп у брзом ходању               | Чебоксари, Русија       | 10    | 1:29:38    | 20 км         |
| 2008 | Олимпијске игре                          | Пекинг, Кина            | —     | НЗ         | 20 км         |
| 2009 | Европски куп у брзом ходању              | Мец, Француска          | —     | НЗ         | 20 км         |
| 2009 | Светско првенство                        | Берлин, Немачка         | 10.   | 1:23:42    | 20 км         |
| 2010 | Светски куп у брзом ходању               | Чивава, Мексико         | 16    | 1:37:58    | 20 км         |
| 2011 | Европски куп у брзом ходању              | Ољао, Португалија       | 9.    | 1:32:43    | 20 км         |
| 2011 | Светско првенство                        | Тегу, Јужна Кореја      | 6.    | 1:31:26    | 20 км         |
| 2012 | Светски куп у брзом ходању               | Саранск, Русија         | 65    | 1:42:48    | 20 км         |
| 2013 | Европски куп у брзом ходању              | Дудинце, Словачка       | 31.   | 1:39:22    | 20 км         |
| 2013 | Европски куп у брзом ходању              | Дудинце, Словачка       |       | 23. бода   | 20 км, екипно |
| 2014 | Светски куп у брзом ходању               | Тајцанг, Кина           | 17.   | 1:28:58    | 20 км         |
| 2015 | Европски куп у брзом ходању              | Мурсија, Шпанија        | 19.   | 1:31:58    | 20 км         |
| 2015 | Европски куп у брзом ходању              | Мурсија, Шпанија        |       | 38. бодова | 20 км, екипно |

## Лични рекорди
: На отвореном
- Полумаратон: 1:28:50 мин 24. септембар 2006, Лисабон
- 3.000 м ходање 12:08,30 сек, 3. јуни 2001, Vila Real St António
- 5.000 м ходање: 20:40,04 сек, 9. мај 2001, Rio Maior
- 10.000 м ходање: 44:07,80 сек, 2. август 2003, Seia
- 10 км ходање: 42:39 мин, 11. март 2001, Ланчиано
- 20.000 м ходање: 1:29:36,4 мин, 21. јули 2001, Лисабон
- 20 км ходање: 1:27:55 мин, 7. април 2001, Rio Maior

:У дворани
- 3.000 м ходање: 12:21,7 мин 19. фебруар 2001. Брага